# Le furberie di Scapino
Le furberie di Scapino è una commedia in tre atti scritta nel 1671 dal commediografo francese Molière.
Ispirata al Phormio di Terenzio, fu rappresentata la prima volta al Théâtre de la Salle du Palais-Royal di Parigi il 24 maggio 1671, ma ebbe scarso successo, tanto che venne replicato solo 18 volte e mai più ripreso fino alla morte dell'autore.

## Trama
La storia si svolge a Napoli. Approfittando dell'assenza di suo padre Argante, il giovane Ottavio ha sposato Giacinta, una ragazza bellissima ma povera; il suo amico fraterno Leandro si è invece innamorato di Zerbinetta, un'ammaliante zingarella. La situazione però si complica: Argante ritorna inaspettatamente, con l'intenzione di maritare Ottavio con la figlia che Geronte, padre di Leandro, ha avuto con una nobildonna di Taranto, della quale nessuno conosce il nome; Leandro sa inoltre che il suo taccagno padre non acconsentirà mai al matrimonio con Zerbinetta. I due amici si rivolgono così a Scapino, servitore di Geronte e di Leandro, che con la sua furbizia cercherà di sistemare le cose.
Venuto a sapere del matrimonio di Ottavio, Argante s'infuria con Silvestro, al quale prima di partire aveva raccomandato di tenere d'occhio il figlio perché non si compromettesse, cosa che invece è accaduta. Scapino racconta al suo padrone che Giacinta è nobile e che, pur se innamorato di lei, Ottavio non intendeva disobbedirgli; i parenti della ragazza, però, lo avevano sorpreso in sua compagnia e lo avevano costretto a sposarla, altrimenti lo avrebbero ucciso. Argante crede a questa versione e perdona Ottavio.
Nel frattempo la carovana di Zerbinetta sta per partire, e gli zingari porteranno via la ragazza se Leandro non la riscatterà con la somma di cinquecento scudi. Scapino s'inventa allora un'altra fandonia: racconta a Geronte che suo figlio è stato rapito dai saraceni, che lo venderanno come schiavo se lui non pagherà il riscatto. Pur di non perdere il suo denaro, Geronte arriva addirittura a proporre a Scapino di offrirsi lui stesso come prigioniero in cambio del figlio; ma grazie alla persuasività di Scapino, alla fine gli consegna i cinquecento scudi.
A questo punto Scapino decide di punire la superbia dei due vecchi padroni: racconta ad Argante che il fratello di Giacinta ha saputo che egli aveva tentato di mandare all'aria il matrimonio con sua sorella facendo sposare a Ottavio la figlia di Geronte, e che quindi ora esige vendetta; col pretesto di salvarlo, fa entrare il vecchio dentro un sacco e inizia a bastonarlo, fingendo di essere l'inesistente fratello di Giacinta. Successivamente fa lo stesso con Geronte, ma mentre è intento a bastonarlo viene scoperto dall'uomo e deve fuggire per non essere punito a sua volta. Mentre torna a casa, Geronte incontra Zerbinetta, la quale, felice per essere stata salvata e ignara di parlare con suo suocero, gli svela l'inganno orchestrato da Scapino per carpirgli i soldi.
Geronte, furioso, minaccia di diseredare Leandro e di mandare a morte Scapino; chiede inoltre ad Argante che il matrimonio tra Ottavio e Giacinta sia annullato e che il ragazzo sposi, come previsto, la sua ignota figlia. Tutto sembra perduto, quando una balia rivela che in realtà la figlia di Geronte è a Napoli da molti giorni: si tratta di Giacinta.
Il matrimonio tra Ottavio e Giacinta viene celebrato, ma Geronte rifiuta ancora che Leandro sposi Zerbinetta. Durante la cerimonia, però, Argante nota che la zingarella porta un braccialetto con lo stemma della sua famiglia: grazie a esso comprende che la ragazza è in realtà sua figlia, rapita dagli zingari quando era molto piccola. A questo punto Geronte è ben felice di maritare suo figlio con la figlia di Argante.
I due vecchi sono però ancora furiosi con Scapino, il quale tuttavia rientra in scena gravemente ferito a causa di una brutta caduta; prossimo alla morte, il servo chiede come ultimo desiderio il perdono da parte dei suoi padroni, che glielo accordano. Una volta perdonato Scapino rivela di essere in perfetta forma, e di essersi finto moribondo solo per ottenere il perdono; tuttavia i personaggi sono ormai tutti felici e contenti e si apprestano a organizzare un banchetto, durante il quale Scapino siederà a capotavola.

## Il personaggio di Scapino
Scapino è stato inventato da Molière come maschera francese della commedia dell'arte. Infatti la maschera ha molto da condividere con il cafone veneto Zanni, vecchio servo di Pantalone, e con il buffo Brighella.